# Poros (Grecia)

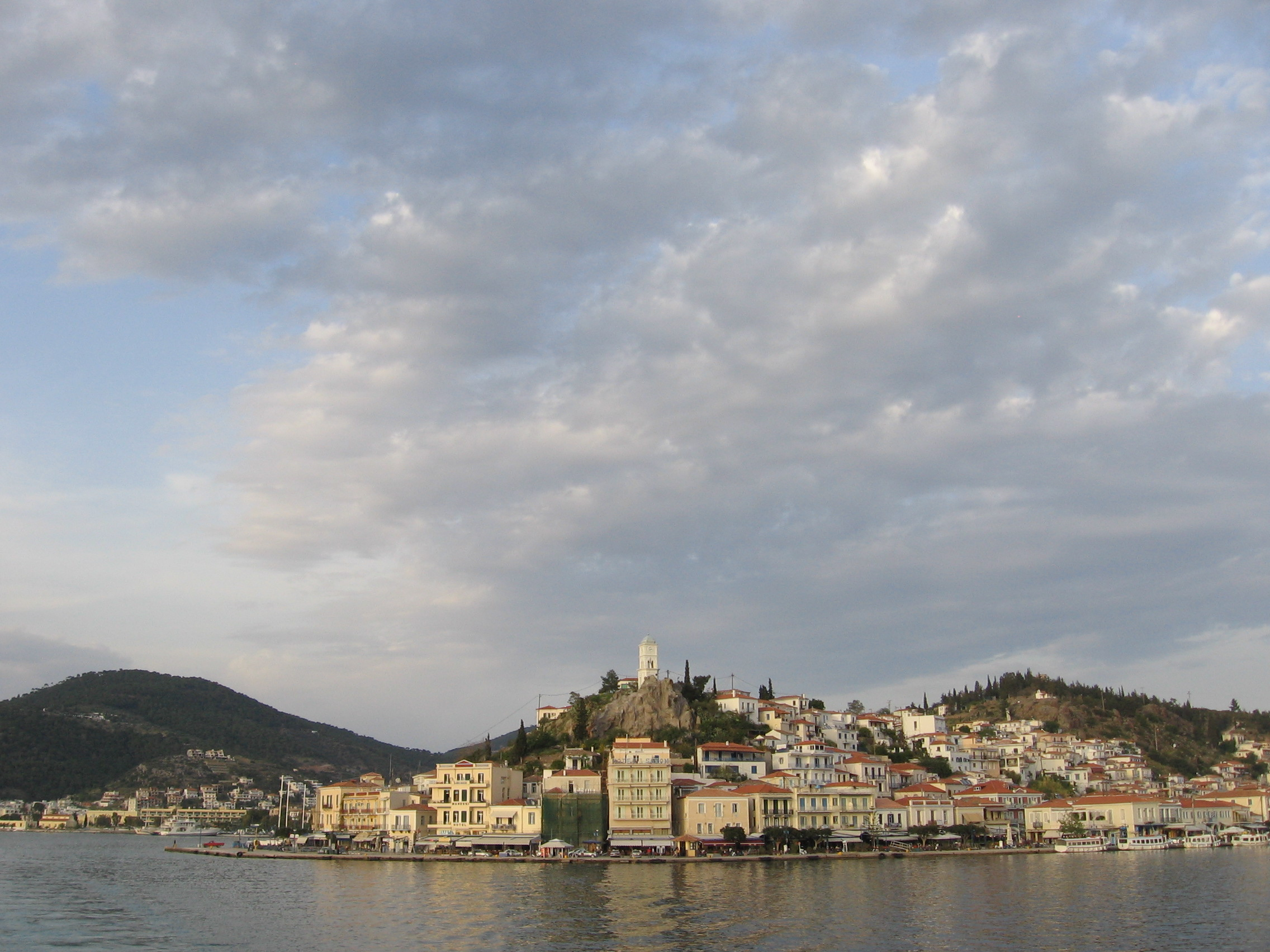
Imagen de la ciudad de Poros.

La isla de Poros (en griego, Πόρος) es una pequeña isla doble griega localizada en aguas del mar Egeo, en la zona sur del golfo Sarónico, a una distancia de 48 km al sur del Pireo y separada por un canal marítimo de 200 m del Peloponeso.
Su superficie es de 31 km² y tiene una población de 4.000 habitantes. El nombre antiguo de Poros era Pogon.
Poros está formada por dos islas: Sphairia, la parte sur, la cual tiene un origen volcánico y Kalaureia, la parte norte. 
La isla contiene una rica vegetación. Gran parte del norte, este y oeste tiene una vegetación muy tupida, y bosques de pinos en el sur y el centro.

## Geografía y geología
La isla es muy montañosa. El pico más alto es el Vigla de 358 metros en la parte centro-oeste. La isla posee numerosas calas a las que desembocan pequeños riachuelos estacionales. 
La geología de la isla comprende rocas de sedimento del mesozoico al cenozoico (caliza y arenisca del tipo Flysch) y ofiolita, así como rocas volcánicas del periodo neógeno en Sferia.
La isla, tectónicamente, surgió en la Era Terciaria.

## Historia
Los estudios recientes sugieren que Poros ha estado habitada desde la Edad del Bronce. Tumbas de la isla han sido datadas en el periodo micénico, existiendo estructuras desde al menos mil años antes de Cristo.
La antigua ciudad de Calauria (Καλαυρεία) tuvo un templo dedicado a Poseidón, cuyas ruinas se encuentran todavía accesibles en una colina cercana a la ciudad. Estos vestigios podrían estar relacionados con los santuarios de Geresto y Ténaro.

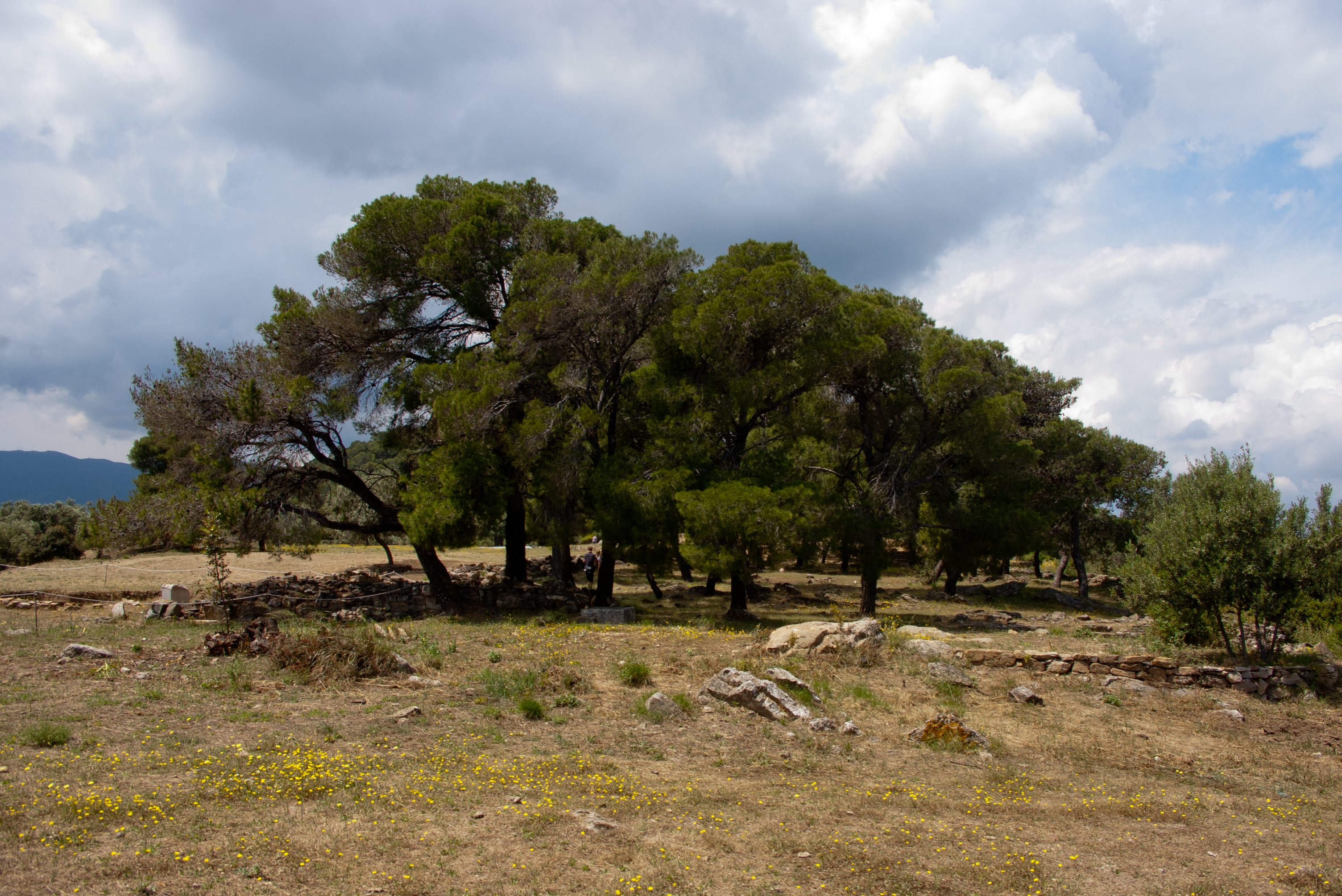
Restos del templo de Poseidón.

Poros fue la sede de una Anfictionía en el periodo arcaico, una liga de ciudades compuesta por Prasias, Atenas, Egina, Epidauro, Ermioni, Nauplia y Orcómeno.
En la época del Imperio bizantino, Poros y otras islas de la zona sufrieron el acoso de los piratas.
Durante la ocupación del Imperio otomano, Poros permaneció independiente y ayudó a las islas vecinas a iniciar la guerra de independencia de Grecia.
Poros fue devastado por un incendio que quemó el suroeste el 26 de junio de 2007 que destruyó bosques, casas y negocios.

## Lugares de interés
La ciudad de Poros posee bonitos edificios neoclásicos construidos en forma de anfiteatro en la ladera de una montaña. En esta ciudad se encuentra la torre del reloj, erigida en 1927.

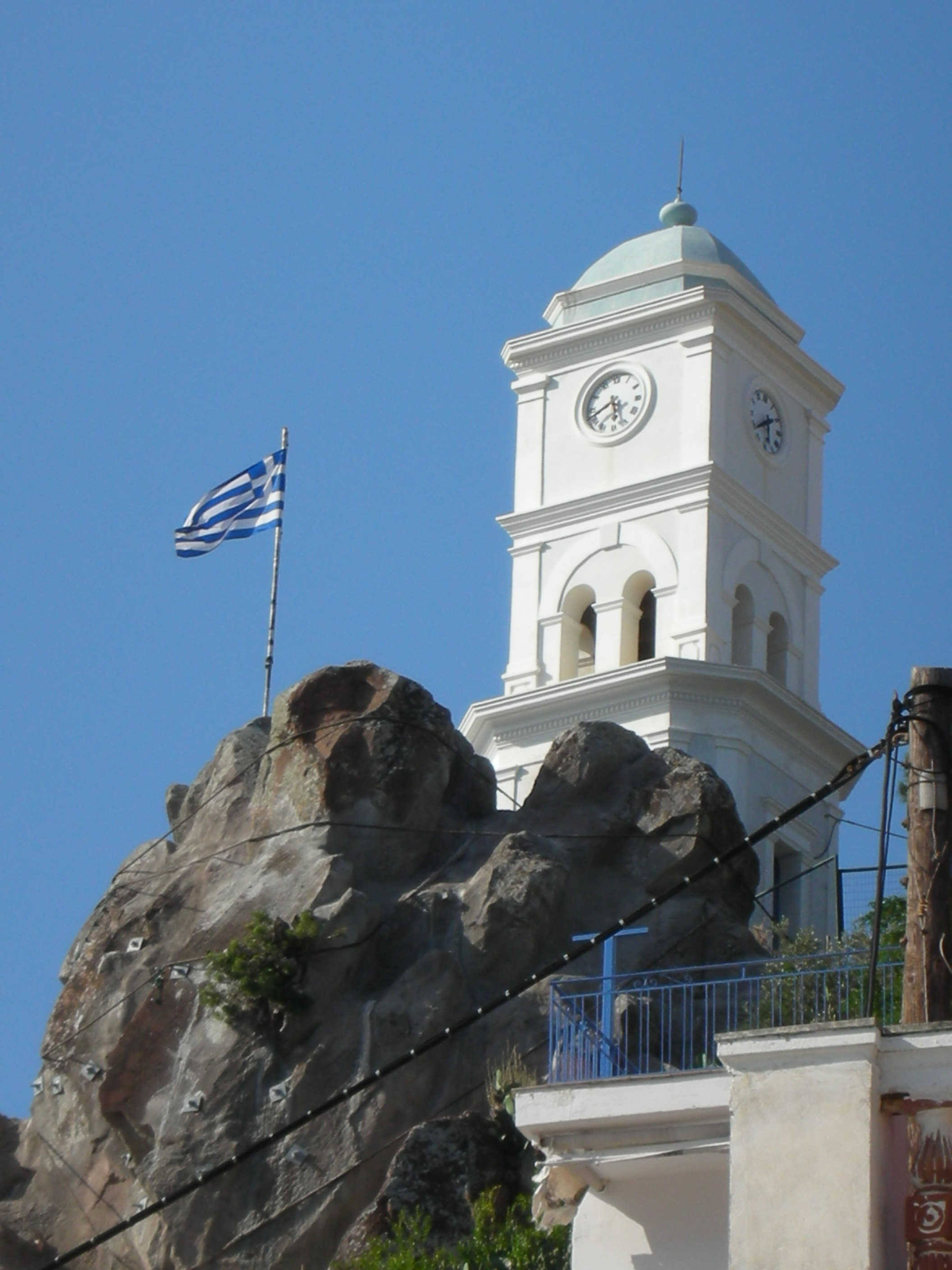
Torre del reloj.

El Museo Arqueológico de Poros muestra los restos del santuario de Poseidón, de la ciudad de Trecén y otros procedentes de sitios arqueológicos cercanos.
La prestigiosa Academia Naval Helénica está situada en Poros, y posee el primer astillero moderno de Grecia, construido en 1827 durante la Guerra de independencia de Grecia.

## Demografía
| Año  | Población | Cambio      | Población municipal y de la isla | Densidad   |
| ---- | --------- | ----------- | -------------------------------- | ---------- |
| 1981 | 3,929     | -           | -                                | -          |
| 1991 | 3,273     | -656/-16.7% | 3,570                            | 115.16/km² |
| 2001 | -         | -           | -                                | -          |